# Segol Mann
Stig Hjalmar Segol Mann, född 19 juli 1918 i Köla, Värmlands län, död 23 november 1992 i Stockholm, var en svensk skådespelare.

## Biografi
Segol Mann studerade i början på 1940-talet vid Willy Koblancks teaterskola.  
Mann spelade under flera säsonger på Helsingborgs stadsteater innan han 1973 kom till Dramaten där han var anställd till 1982. Våren och hösten 1978 återförenades han med Inga Gill på Dramaten i Barbro Larssons uppsättning Hedersgästerna av Sandro Key-Åberg.
Hans livspartner var skådespelaren Lillemor Biörnstad (1904–1995). De är begravda i minneslunden på Skogskyrkogården i Stockholm.

## Filmografi
- 1943 – Det brinner en eld
- 1943 – Natt i hamn
- 1944 – Vi behöver varann
- 1944 – Den osynliga muren
- 1945 – Resan bort
- 1945 – Mans kvinna
- 1945 – Galgmannen
- 1945 – Svarta rosor
- 1945 – Rosen på Tistelön
- 1946 – Ballongen
- 1947 – Försummad av sin fru
- 1948 – Stanna en stund!
- 1948 – Musik i mörker
- 1948 – En ljusare framtid!
- 1948 – Banketten
- 1949 – Fängelse
- 1949 – Vi bygger framtiden
- 1950 – Sånt händer inte här
- 1952 – Trots
- 1952 – När syrenerna blomma
- 1953 – Barabbas
- 1953 – Vägen till Klockrike
- 1954 – Seger i mörker
- 1955 – Vildfåglar
- 1956 – Sången om den eldröda blomman
- 1956 – Krut och kärlek
- 1961 – Stöten
- 1961 – Briggen Tre Liljor
- 1962 – Handen på hjärtat
- 1963 – Misantropen
- 1964 – Bandet
- 1969 – Eva – den utstötta
- 1970 – Reservatet
- 1972 – Magnetisören
- 1973 – Stenansiktet
- 1980 – Sinkadus (TV-serie)
- 1982 – Dubbelsvindlarna (TV-serie)
- 1983 – Spanarna (TV-serie)
- 1984 – Två solkiga blondiner

## Teater

### Roller
| År   | Roll               | Produktion                                                                                | Regi             | Teater                   |
| ---- | ------------------ | ----------------------------------------------------------------------------------------- | ---------------- | ------------------------ |
| 1945 | Dagpotieren        | Nattlig ankomst (Ankunft bei Nacht) Hans Rothe                                            | Per-Axel Branner | Nya Teatern              |
| 1946 | Brej               | Över förmåga (Over Ævne) Bjørnstjerne Bjørnson                                            | Soini Wallenius  | Nya Teatern              |
| 1946 |                    | Syndafloden Henning Berger                                                                | Ragnar Falck     | Nya Teatern              |
| 1950 | Negern             | Vävaren i Bagdad Hjalmar Bergman                                                          | Keve Hjelm       | Helsingborgs stadsteater |
| 1956 |                    | Bortom horisonten (Beyond the Horizon) Eugene O'Neill                                     | Lars Barringer   | Upsala-Gävle stadsteater |
| 1961 | Fridas far         | Fridas visor Birger Sjöberg                                                               | Per Sjöstrand    | Skansens friluftsteater  |
| 1964 | Daniel O'Connel    | Bockfoten (Step-in-the-hollow) Donagh MacDonagh                                           | Bo Swedberg      | Helsingborgs stadsteater |
| 1964 | Herr Capulet       | Romeo och Julia (The Tragedy of Romeo and Juliet) William Shakespeare                     | Per Sjöstrand    | Helsingborgs stadsteater |
| 1964 | Edvin              | Änkeman Jarl Vilhelm Moberg                                                               | Hans Bergström   | Helsingborgs stadsteater |
| 1965 | Mr Bryant          | Rötter (Roots) Arnold Wesker                                                              | Hans Bergström   | Helsingborgs stadsteater |
| 1965 | Bulgarpolitruken   | Den bästa av världar Jan Moen                                                             | Hans Bergström   | Helsingborgs stadsteater |
| 1965 |                    | Tjuvar, lik och fala qvinnor Dario Fo                                                     | Hans Bergström   | Helsingborgs stadsteater |
| 1965 | Trädgårdsmästaren  | Ljusstaken (Le Chandelier) Alfred de Musset                                               | Bo Swedberg      | Helsingborgs stadsteater |
| 1965 | Pastorn            | Mor Courage och hennes barn (Mutter Courage und ihre Kinder) Bertolt Brecht               | Per Sjöstrand    | Helsingborgs stadsteater |
| 1966 | Slottsfogden       | Jeppe på berget (Jeppe paa Bierget) Ludvig Holberg                                        | Gunnar Skar      | Helsingborgs stadsteater |
| 1966 | Philippe           | Saken är Oscar! eller En halv million i kappsäcken (Oscar) Claude Magnier                 | Hans Bergström   | Helsingborgs stadsteater |
| 1966 |                    | Den tappre soldaten Svejk (Osudy dobrého vojáka Švejka za světové války) Jaroslav Hašek   | Hans Bergström   | Helsingborgs stadsteater |
| 1966 | Fadern             | Picknick på slagfältet (Pique-nique en campagne) Fernando Arrabal                         | Hans Bergström   | Helsingborgs stadsteater |
| 1966 | Cassander          | Harlekin och Colombina (Harlekin og Columbine, eller Klovnen som barnepike) Arne Svenneby | Gunnar Skar      | Helsingborgs stadsteater |
| 1967 | Rektor Blidberg    | Markurells i Wadköping Hjalmar Bergman                                                    | Hans Bergström   | Helsingborgs stadsteater |
| 1967 | Lindkvist          | Påsk August Strindberg                                                                    | Gunnar Skar      | Helsingborgs stadsteater |
| 1967 | Värdshusvärden     | Skälmarnas triumf (Los intereses creados) Jacinto Benavente                               | Lennart Kollberg | Helsingborgs stadsteater |
| 1970 |                    | En folkefiende Henrik Ibsen                                                               | Tom Lagerborg    | Örebroensemblen          |
| 1973 | Bokhållare Gråberg | Vildanden Henrik Ibsen                                                                    | Ingmar Bergman   | Dramaten                 |
| 1979 | Säkerhetsmannen    | Kollontaj Agneta Pleijel                                                                  | Alf Sjöberg      | Dramaten                 |
| 1980 | Oskar Rose         | Fysikerna (Die Physiker) Friedrich Dürrenmatt                                             | Per Sjöstrand    | Dramaten                 |

## Radioteater
| År   | Roll        | Produktion                                  | Regi        |
| ---- | ----------- | ------------------------------------------- | ----------- |
| 1951 | En polisman | Hillman & Son: Matt med damen Folke Mellvig | Lars Madsén |

### Fotnoter
1. ↑  ”Segol Mann”. Svensk Filmdatabas. http://sfi.se/sv/svensk-filmdatabas/Item/?type=PERSON&itemid=61501&ref=%2ftemplates%2fSwedishFilmSearchResult.aspx%3fid%3d1225%26epslanguage%3dsv%26searchword%3dsegol+mann%26type%3dPerson%26match%3dBegin%26page%3d1%26prom%3dFalse. Läst 9 juli 2012.
2. ↑  Problem restaurera Söders kulturkåkar av Margareta Sandström i Svenska Dagbladet 16 september 1981 sid.9
3. ↑  SvenskaGravar
4. ↑  ”Nattlig ankomst”. Musik- och Teaterbiblioteket. https://calmview.musikverk.se/CalmView/Record.aspx?src=CalmView.Performance&id=PERF14114&pos=973. Läst 15 mars 2025.
5. ↑  ”Över förmåga”. Musik- och Teaterbiblioteket. https://calmview.musikverk.se/CalmView/Record.aspx?src=CalmView.Performance&id=PERF14127&pos=977. Läst 16 mars 2025.
6. ↑  ”Teater Musik Film”. Dagens Nyheter:  s. 11. 28 maj 1946. https://arkivet.dn.se/tidning/1946-05-28/11161-144/11. Läst 16 mars 2025.
7. ↑  J-e (29 maj 1946). ”Teater Musik Film: Gruppteatern”. Dagens Nyheter:  s. 11. https://arkivet.dn.se/tidning/1946-05-29/11161-145/11. Läst 16 mars 2025.
8. ↑  S. B-l (19 februari 1956). ”O'Neill på bygdeturné”. Dagens Nyheter:  s. 14. https://arkivet.dn.se/tidning/1956-02-19/48/14. Läst 29 januari 2022.
9. ↑  ”Frida möter fröken Gisslander”. Dagens Nyheter:  s. 15. 20 maj 1961. http://arkivet.dn.se/arkivet/tidning/1961-05-20/134/15. Läst 19 mars 2016.
10. ↑  Ingvar Holm (13 november 1964). ”Yngre och oerhördare än man är van”. Dagens Nyheter:  s. 18. https://arkivet.dn.se/tidning/1964-11-13/309/18. Läst 10 juni 2018.
11. ↑  Ingvar Holm (27 augusti 1965). ”Prisgiven Dario Fo i Hälsingborg”. Dagens Nyheter:  s. 16. https://arkivet.dn.se/tidning/1965-08-27/231/16. Läst 10 juni 2018.
12. ↑  Ingvar Holm (19 maj 1967). ”Commedian ännu för svår”. Dagens Nyheter:  s. 16. https://arkivet.dn.se/tidning/1967-05-19/132/16. Läst 10 juni 2018.
13. ↑  Hans Axel Holm (14 september 1970). ”Stilsäker inkonsekvent Ibsen i Örebro”. Dagens Nyheter:  s. 19. https://arkivet.dn.se/tidning/1970-09-14/249/19. Läst 19 januari 2022.
14. ↑  ”Radioprogrammet”. Dagens Nyheter:  s. 15. 21 juli 1951. https://arkivet.dn.se/tidning/1951-07-21/193/15. Läst 19 december 2021.